# ジャック・ドゥルーアン
ジャック・ドゥルーアン（英：Jacques Drouin、フランス語: [ʒak dʁwɛ̃] ; 1943年5月28日 – 2021年8月28日） は、カナダ・ケベック人のアニメーター。
生涯に渡り、世界で最も稀有なアニメーション技法であるピンスクリーンアニメーションで制作をした。代表作「心象風景/マインドスケープ」はオタワ国際アニメーションフェスティバル特別審査員賞。画家が絵の中に足を踏み入れ、自身の心象風景に出会っていく物語を幻影的に描き出した。また、人形とピンスクリーンアニメーションをコラボレーションさせた「ナイトエンジェル」や、ピンスクリーンアニメーションをカラー化させた「狩猟レッスン」など様々な実験に取り組んだ。テレビスポーツ番組の映像や画像編集の仕事も務め、仕事で関わった作品も含め数多く受賞。1981 - 2004年はカナダ国立映画庁（NFB）の常勤取締役を務めた。退任後、ピンスクリーンアニメーションのマスタークラスを設立し、ミシェル・レミューへ技術を伝えた。2021年8月28日 、78歳で脳卒中によって亡くなる。現在NFBビル（Îlot Balmoral）モントリオール本部にある一室は、ジャック・ドゥルーアンの作品名にちなんで「マインドスケープ（Le paysagiste）」と名付けられている。

## 作品視聴方法
カナダ国立映画庁（NFB）の公式サイトから視聴可能。

## ピンスクリーンアニメーション
ピンスクリーンアニメーションは、1930年代にアレクサンドル・アレクセイエフとクレア・パーカーによって開発された技法である。
二人は1965年にピンスクリーンの初期モデル（プロトタイプ）を完成させ、それから更にNFBで研究を重ね、1970年に新しいピンスクリーンを３つ作った。その内の１つをジャック・ドゥルーアンは「アレクセイエフのピンスクリーンに関する3つの演習（1974年）」から「インプリント（2004年）」まで、作品制作に使用した。それが、「nouvelécrand’épingles（NEC）ピンスクリーン」である。

### nouvelécrand’épingles（NEC）
NECは、剛性のあるフレームに保持されたビニールスクリーンを介して独自の穴に挿入された240,000本のピンで構成されている。

構成としては、まずフレームがあり、ピン(ピアノ線)を通したチューブがフレームに並べられている。一列並べたらその上にまたチューブを置いていき、並べ終わったら上から圧力を加えて固定して完成されている。
「チューブシステムの良いところは、すべてのピンに均等な圧力が加えられる点ですね。また、穴の部分は小さいから、撮影すれば目立たなくなって、問題にはなりません。」

#### 1972年、新しく開発したピンスクリーンがNFBに買収される
「nouvelécrand’épingles（NEC）」は1972年にNFBに買収された。何十年もの間、世界で唯一機能しているピンスクリーンであった。 ジャック・ドゥルーアンの後継者、ミシェル・レミューもこの技法で、Here and the Great Elsewhere（2012）とLeTableau（現在進行中）を制作した。
　「ピンスクリーンテクニックには作り手を触発する力がある。制作中にアクシデントが起こると、そこに自分の考えていなかった新しい発見をしたり。」
　「そのなかで「これだ！」というもの(第３部「時の移ろい」)を作品にしたのが『風景画家』です。

「今(※2000年当時)使われているのはモントリオールの１台だけですね。同じタイプのピンスクリーンが３つ、パリにありますが、知る限りでは使われていないようです。作品の計画もあったんですが、それも20年前のことで、いまだに何も作られていません。」

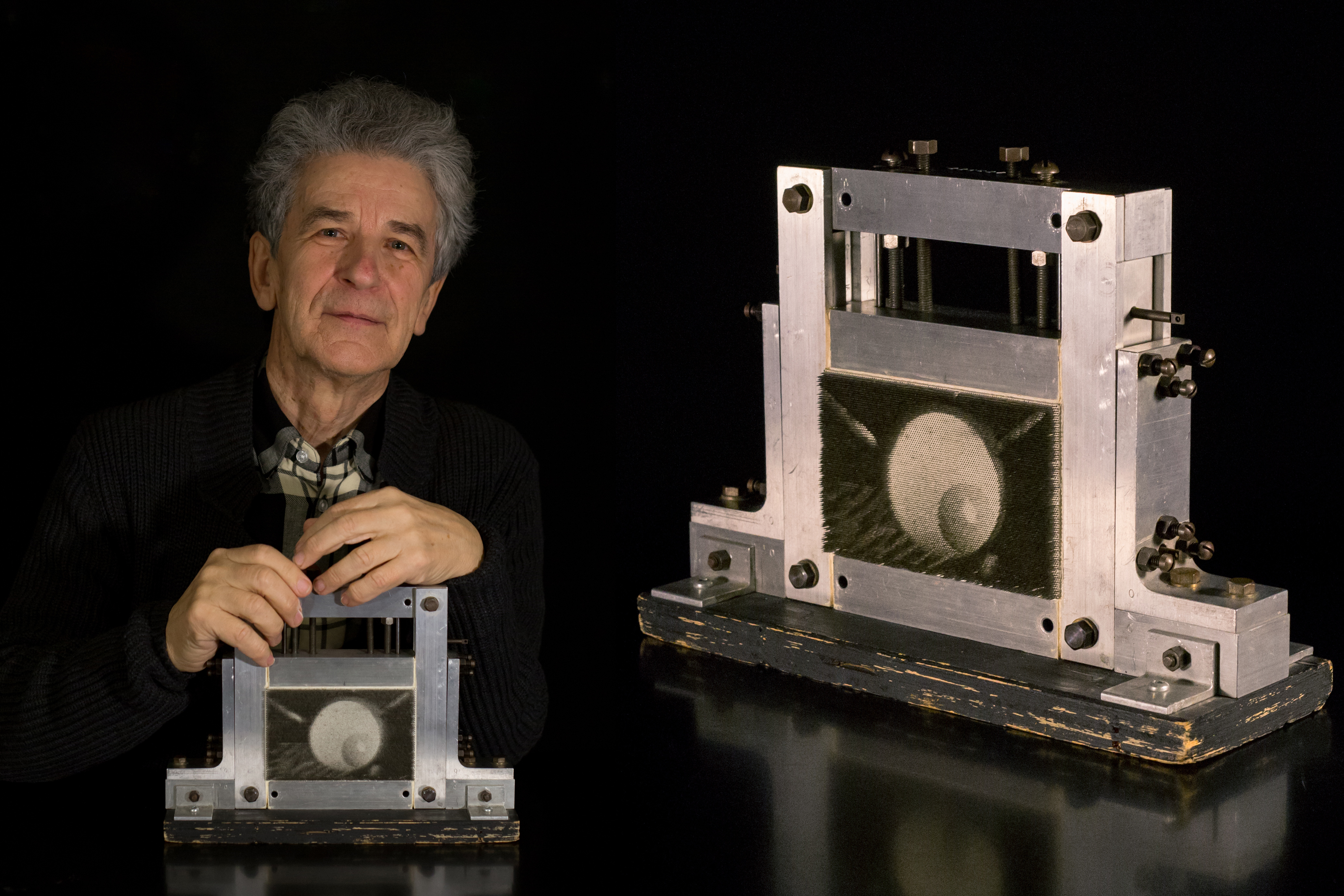
ジャック・ドゥルーアンと、初期モデルのピンスクリーン

また、ジャック・ドゥルーアンは1965年に開発された初期モデル（プロトタイプ）をデモンストレーション用に使った。

## 来歴

### 1943年　 0歳　カナダ、モン・ジョリで誕生
ジャック・ドゥルーアンはカナダ、ケベック州モン・ジョリで生まれた。そのため、ジャックはケベック系フランス語を母語とするケベック人である。

### 1955年　12歳　モントリオールへ引っ越す
両親と共にモントリオール、サン・ローランに引っ越す。数年後、カナダ国立映画庁（NFB）の建物もオタワからサン・ローランへ移設され、NFBとの関わりは10代のときに始まった。

### 1956年　13歳　ガイ・L・コートとの出会い
NFBで働くカナダの写真監督、プロデューサーのガイ・L・コート（Guy L. Coté）が、家の前の通りの向こう側の隣人として引っ越してくる。
ガイは他の隣人とは一味違っていた。ガイが住んでいた1015 ヴァニエ通り（1015rue Vanie）には、よくフィルムの箱とリールが大量に届いた。郵便配達員はガイが不在の時、荷物をジャックに預けた。ガイの家の地下室には、後々映画館シネマテークケベコワーズの資料になる予定だった映画が蓄積されていた。ジャックはそのおかげでアーティストや作品を知ることができた。

ガイ・L・コートは実験的な映画を多く集めた。また、ボランティアとしてジャックをガレージによく呼んだ。
「私をボランティアとして呼んでくれたガイに、感謝したい。ガイを知らなかったら、どうやって珍しい映画を知っていたのだろう？」
ある夜、ジャックは何が何だかよくわからないまま、ボストン美術館で行われたガイのプレゼンテーションに連れられたこともある。そこでジャックは、Bridges-go-round、Lapoujadeの映画、ORTF研究部門のエッセイなどの短編映画を初めて観る。それはジャックにとって革命的な夜であった。
またある日は、ガレージで、モントリオール映画祭でのノーマン・マクラレン作品展用の大きな写真を見させてもらったこともあった。そこで初めてノーマン・マクラレンの特殊な制作を知ったジャックは、好奇心を刺激された。

### モントリオール美術学校入学
- 当時、美術学校での彫刻の先生であったアルバート・ドゥモシェル（Albert Dumouchel）は、木版画としてのアレクサンドル・アレクセイエフを知っていた。そのため、ジャックはアルバートのおかげでアレクセイエフがピンスクリーンで実現したかった「彫刻のようなアニメーション」というアイデアを早く理解出来た。
- モントリオールの美術学校での最後の年に、ジャック・ドゥルーアンは市内の新しく塗装されたNFB本部の中へ入った。外で話をしていたアニメーターのカイ・ピンダルにNFBに連れてもらい、フィルムボードを初めて見た。そのため、アニメーション制作については10代の頃から知見を得ていた。[4]

### 1966年　23歳　ニューヨークへ旅行。「鼻」を観る
偶然旅行先で入ったニューヨーク近代美術館の映写室で、アレクサンドル・アレクセイエフの映画「鼻」を観る。ニューヨーク近代美術館は、ニューヨークに着いてから１時間内に真っ先に訪れた場所だった。映写室ではアニメ映画が流れていて、そこで観た「鼻」の記憶がニューヨーク旅行中ずっと頭に在ったと回想している。

### 1967年　ピンスクリーンアニメーションに出会う
1967年に、再び隣人のガイ・L・コートのボランティアの要請があった。それはモントリオールで開催されていたアニメーション映画サージョージウィリアムズ大学（現在コンコルディア大学）の万国博覧会（開催：子供慈善連盟Terre des hommes）のテキストのタイポグラフィを「レトラセット」で作曲することであった。

その会場で、ジャック時はピンスクリーンアニメーションの存在に初めて出会う。 アレクサンドル・アレクセイエフとパーカーのピンスクリーンの小さな初期モデル（プロトタイプ）を見て、ニューヨーク近代美術館で見た「鼻」が頭の中で結びつき、ピンスクリーンアニメーションに対する関心がさらに高まった。
「万国博覧会の期間中、アニメーションの上映を見に行ったことを覚えている。素晴らしかった。今考えると、まるで道を示されたようだ。13歳の当時は、ガイ・L・コートとの交流が私の運命を変える可能性があるとは想像もしていなかった。連れてくれたガイのおかげで、存在を疑うことなく、この世界に入りたくなるような作品に出会うことができた。」

### 1967年　24歳　アメリカ、UCLA大学へ

#### ガイ・L・コートに大学入学推薦状を書いてもらう
ジャックは、UCLAの映画部門への入学申請書に含める推薦状をガイに求めた。当初はロンドンの大学へ行くことを考えたが、10月まで万国博覧会で働くため、1月に行けるUCLAを選んだ。UCLAは、当時映画製作を研究する大学として一番有名であったため、そこへ通いたいと願った。
「ファインアートを学んだから、大学でアニメーション制作を始めたい。」とガイに伝えると、
「私は、映画を作る前に化学を勉強した。ファインアートからアニメーションへ勉強を移行することは非常に良いステップになると思う。」と伝えられた。
カリフォルニア大学ロサンゼルス校（UCLA）に向かい、勉強を開始した。しかしジャックは、アニメーションのクラスを1つだけ受講し、映画制作のクラスを多く選んだ。

#### 映画制作クラス
UCLA大学では映画制作クラスの方がアニメーションクラスより、ジャックにとって刺激的であった。ミーティング、交流、上映会がより多く有り、紙の山が重なる小部屋に居るよりも、他の学生と一緒にプロジェクトに参加することを選んだ。ジャン・ルノワールの回顧展は、UCLAでよく行われていた。
「OrsonWelles の Touchof Evilを観た後、別の教室のドアを押すと、ヴェネツィア地区が広がっており、映画が撮影された通りを歩いていた。私は映画狂になった。また、ロバート・ケネディのキャンペーンに関するドキュメンタリーのカメラアシスタントもした。私はこの目で見たんだ ！ロバート・ケネディを！」
また、ジャックはある日、キング・ヴィダーが16ミリフィルムを制作していることに気がつき声をかけ、庭で撮影した。翌週、キング・ヴィダーは「高速道路の事故を撮影するぞ」と言ってジャックを連れ車を運転した。
1968年頃、新しいハリウッドが出現し、それは時代の終わりであり、ボニーとクライド、卒業生でイージーライダーとの別の時代の始まりだった。ジャックは文字通りハリウッドが廃墟になっていくのを肌で感じた。MGMでの衣装やセットのオークションについてのドキュメンタリーも作ったが大きな作品はうまくいかなかった。広報されたより限界的な映画だった。
「低予算映画の王者」「B級映画の帝王」と呼ばれていたロジャー・コーマンは、バイカーと一緒に映画を作るように学生に懇願していた。
若いケベック人がUCLAに行くのは珍しいことではなかった。クロード・ジュトラはUCLAで6か月間教師として過ごした。エール・ルシエ、ベルジェロンもいた。
その上、私がUCLAで勉強した友人のナンシー・ダウドは、映画「スラップショット」の脚本を書き、彼女はケベックのホッケー選手のキャラクターをドゥルーアン、ルシエ、ベルジェロンと名付けた。したがって、映画の中でイヴァン・ポントンが演じたキャラクターはジャックの名前である。

#### アニメーションクラス
ジャックはアニメーションクラスで基本的なことを習ったが、それほど興味が湧かなかった。アニメーションの学生は孤立し、閉じ込められているように感じたという。また、ドープシートの作成とアートワークの準備を学んだが、そこでのアニメーションの知識は非常に限られていると感じたと語っている。
「UCLAではNFBという言葉を何回も聞いた。また、ノーマン・マクラレンについても何回も聞いた。彼は独創的な人だったから。」
UCLAを卒業する前には、いくつかのアニメーション映画（The Letterを含む）を制作した。「The Letter」はアニメーションクラスの単位を取るため、他のクラスを受講しながら制作した。また、「The Letter」はポーランドの精神を持つ短編アニメーション映画ヤン・レニツァの作品から影響を受けている。モントリオールの美術学校にいる時、テレビでヤン・レニツァの「Labirynt」を観て、あのような作品を作りたかったことを思い出したという。

#### 進路に悩む
そしてジャックは、進路を悩んだ。 ファインアートではグラフィックデザインを主に学んだため、アニメーションを制作したかった。
「3年半後、結局アニメーションの道に進んだのは、やはり大きなチームではなく、小さなチームで動くことが好きだったからだと思う。大学の同級生の何人かは脚本家になった。しかし私は、映画の視覚的効果の方が関心が近かったので、脚本家になることは想像し難かった。」

### 1971年　28歳　CBCで仕事開始、NFBに応募
ジャックは、モントリオールに戻りカナダでCBCのテレビスポーツ番組の映像編集者として働き始めた。

しかし２年後、NFBに入社するための準備をし始め、それまで制作したアニメーション映画や映像をまとめ始めた。
「私はテレビ番組の編集仕事でいくつかピクシレーションとカットアウトをしたが、未来が見えなかった。仕事に満足していなかったので、NFBのフランス語アニメーションチームの責任者、ルネ・ジョドイン（René Jodoin）に会いに行った。」
数週間後、ジョドインの秘書からアニメーション部門での3か月のインターンシップに応募するよう電話を受ける。

#### ピンスクリーンに再び出会う
NFBのインターンシップの入社面接中、どんなアニメーション映画製作者を尊敬しているかと尋ねられたジャックは、「アレクサンドル・アレクセイエフです。」と答えた。
すると、「彼は一年前にここに来て、ピンスクリーンを残していったよ。」と言われた。
アレクセイエフとクレア・パーカーがモントリオールでピンスクリーンのデモンストレーションをしたのは１９７２年のことで、ジャック・ドゥルーアンのＮＦＢの入社の前年だった。ジャックは入社面接中に、アレクサンドル・アレクセイエフが開発したピンスクリーンの装置があることを偶然知る。
ジャックは、自分ならばピンスクリーンで良い作品が出来るという直感を感じ、テストをしたいとNFBに頼んだ。その後ノーマン・マクラレンに実際に見せてもらったが、既にイギリスとフランスのスタジオが購入していて使用許可を得る必要があると伝えられた。また、マクラレンに「ピンスクリーンをテストする面倒な許可を得るのに数日かかる」と言われた。そしてその前に解説映画を見ると良いと伝えられる。

### 1973年、30歳　NFBに入社
NFB（カナダ国立映画制作庁）に契約社員として、フィルム編集の仕事を任され入社する。当時アニメーションの経験は無かったが、ＮＦＢスタジオにアニメーションを学ぶプログラムがあり、そこでまず３ヶ月間の研修生として受講した。
NFBでは最初にモーリス・ブラックバーンと友情を築いた。モーリス・ブラックバーンは、ノーマン・マクラレンに「ピンスクリーンで作業できるかどうか尋ねるだけでいい」とアドバイスして、問題を解明したのです。
モーリスブラックバーンの他に、クロリンダ・ワーニーがジャックを後援した。クロリンダ・ワーニーは当時、フランシーン・デビアンズ、スザンヌ・ゲルヴェ...などの人々と共に主要な役割を果たすためルネ・ジョドインに部分的に雇われていた。ルネ・ジョドインはクロリンダ・ワーニーをベルギーから連れてきて監督した。
ルネ・ジョドインは、映画製作者がアシスタントを通じて学ぶことを望んでおらず、自分だけの映画を作ることを望んでいた。クロリンダ・ワーニーは、寛大な女性で、すべての人に献身した。

#### ピンスクリーンアニメーションを作り始める
その後、ジャックは16mmのボレックスカメラを手に入れる。また、ピンスクリーンに期待を寄せ、いくつか木版画を行った。木版画はピンスクリーンを試すために理想的だった。ピンスクリーンは木版画家のアレクサンドル・アレクセイエフの発明だったので、つながりがあると感じたのである。ジャックはとても良い感触を得て、人生を変えてくれたように思った。
「NFBのインターンシップ中にピンスクリーンアニメーションに挑戦した目的は何だったのでしょうか？」と、聞かれたジャック・ドゥルーアンは、「それは、私のポートフォリオを作るため。」とはっきり答えた。

当時、ジャックにはアニメーションで表現したいものは見つからなかった。
「アレクセイエフ以外の誰もが使用していなかったピンスクリーンアニメーションに取り組むことは、生意気だった。でも、私には失うものが何も無かったんだ。」
1973年にアレクセイエフのピンスクリーンアニメーションのワークショップに参加した何人かの人々は、アレクセイエフに脅迫されていた。受講生たちは、距離を置いていた。さらに他の受講生たちは、すでにアニメーションとは別の技術を習得しており、ピンスクリーンアニメーションに挑戦するのは危険と感じていた。また、ピンスクリーンアニメーションはアレクサンドル・アレクセイエフの延長線上に在り、それを使って作品を制作したとしても、アレクセイエフの模倣になると結論付けた人もいた。
しかし、ジャックはそれは実証しなければ分からないと考え、ピンスクリーンはアレクセイエフのためだけにあるわけではなく、他の想像力や、芸術に役立つだろうと予想した。

「では、アレクサンドル・アレクセイエフは他の映画製作者を「抑圧」していたのでしょうか？」と、聞かれたジャック・ドゥルーアンはこう答えた。
「多分そうだ。彼にはとにかく、そのような噂があった。彼が登場する映像用に彼が書いた文は、上から話す貴族のような印象があったので、噂通りだったのではないかと思う。しかし、私は1973年の彼のワークショップを受けていないので、受講生のように彼に気を使う必要が無かった。確かに、アレクセイエフは、全ての事柄に意見を持ち、彼の目の前にいた人々と向き合う性格だった。後々彼と知り合い、彼の前で私が何かを言ったとき、彼は私に「それはお前の意見か、それともお前の友人の意見か？」と聞いた。私たちは、いつも彼が私たちをテストしているように感じていた。彼は、一般的な考えを信用していなかった。

しかし、助けになったのは、私が初めて彼と知り合ったのは、マインドスケープを観てもらった後であったということだ。私はすでに彼から無視できない立ち位置に置かれていた。そのため、彼と直接的に話すことが出来た。だから、アレクセイエフはマインドスケープの後に私を知っただけなんだ。」
ノーマン・マクラレンはこれらすべての鍵であった。
NFBが良いピンスクリーンを取得するように手配したのはマクラレンだった。アレクサンドル・アレクセイエフは自分の古いピンスクリーンをNFBに売り、新しいスクリーンを作った。ジャックは、アレクセイエフがNFBのためにピンスクリーンを作ったと思っていたが、そうではなかったことをずっと後になって知った。
NFBにあるピンスクリーンは、彼がTableaux d’uneの展覧会の絵を制作したものである。
映画が完成した後に、アレクセイエフと初めて知り合えたのは良かったと思っている。」

### 1974年アレクサンドル・アレクセイエフのピンスクリーンアニメーションに関する3つの演習（Three Exercises on Alexeieff's Pinscreen）
31歳のジャックは、3ヶ月間の残りのNFBインターンシップで初めてピンスクリーンアニメーションを試した。そして「アレクサンドル・アレクセイエフのピンスクリーンアニメーションに関する3つの演習（Three Exercises on Alexeieff's Pinscreen）」を制作、公開した。 。「この映画で、ピンスクリーンで一体何ができるかのテストをした。」
また、ジャックは、「アレクセイエフのピンスクリーンに関する3つの演習(Trois exercices sur l'écran d'épingles d'Alexeieff)」を完成させた後もなお、「鼻」以外のアレクセイエフの他の作品をまだ見たことがなかった。マインドスケープを制作している時、「禿山の一夜」を1回だけ観たが、その他の映画は、後で観た。
また当時はアレクセイエフとまだ知り合ってなかったため、ピンスクリーンアニメーションの技術的な学習を、独学でする必要があった。ノーマン・マクラレンのコラボレーターであったエブリン・ランバート（Evelyn Lambart）は、ジャックの隣部屋に自身のオフィスを持っていた。彼女はアレクセイエフのワークショップに参加しており、ピンスクリーンの操作をすべて理解していたため、ジャックの質問に答えてくれた。このように、ジャックは抑圧を受けることなく必要な情報を手に入れた。
モーリス・ブラックバーンは時々ノーマン・マクラーレンが不在中にジャックのスタジオに訪れ、ピンスクリーンで何を描いているかを確認した。彼はジャックに何をすべきかを指図せず、見守った。
インターンシップで作った映画「アレクセイエフのピンスクリーンに関する3つの演習(Trois exercices sur l'écran d'épingles d'Alexeieff)」は、はフランス語で「三」を意味する「トロワ」と呼ばれていた。「トロワ」は実際には映画のタイトルではなく略語であるが、「映画として成立しない力量であったことを示すタイトルだった。」とジャックは言った。「あれはまさに「演習」用の作品だった。 最初は画面に慣れることを目的とした。  2部は、モーリス・ブラックバーンの提案だった。彼は私に音楽を分析して説明するように頼んだが、困難であった。 最後の3部で、マインドスケープのアイディアを見つけた。 」

### NFBを離れる
インターンシップ後、ジャックはNFBから抜け、再び通常の映像編集の仕事に戻った。

### 1976年　33歳　「心象風景 マインドスケープ」制作
画家が絵の中に足を踏み入れ自身の心象風景に出会っていく物語で、 ピンスクリーンアニメーションの代表作である。マインドスケープの映像の中の主人公の画家が描いている絵（または風景）は、画家グラント・ウッドの作品から影響を受けている。これはグラント・ウッドの絵に描かれている谷の曲線がグラフィックデザインとして適しており、ピンスクリーンで描きやすかったためである。

ジャックは、現実と想像を融合させた無言語の映画を構想していた。
「ソール・スタインバーグの絵が本当に好きだった。彼が描いた頭に指紋を付けたアーティストの絵が印象に残っている。また、当時カール・ユングにも興味があった。私はそこから影響を受け、ストーリーボード用の絵を25枚描いた。物語は、主人公の画家が絵の中に入り、そして最終的に彼がそこから出ることだけを決めていた。 音のリズムや、絵から別の絵へどのようにトランスさせるかは決めてなかった。 それから私は9分の映画を作ろうと計画し、それを作るのに9ヶ月かかるだろうと思った。しかし結局、その2倍の時間がかかった。各フレームの制作にどれくらいの時間が必要か、私は本当に知らなかった。そのため私は精度よりも直観に頼って即興で描いた。その結果、映画の長さが7分になり、それ以上は撮影しなかった。 」

#### オタワ国際アニメーションフェスティバルでデビュー、受賞
マインドスケープは1976年オタワ国際アニメーションフェスティバルでデビューし、特別審査員賞を受賞した。ノーマン・マクラレン、アレクサンドル・アレクセイエフから直接、称賛を受けた。

#### アレクセイエフと出会う
フェスティバルの会場で初めてアレクセイエフに出会う。昼食時に会話をし、その夜、マインドスケープ上映後に、継続の印として、アレクセイエフから35mmのプリントが与えられた。翌年、ジャックはパリでアレクセイエフを訪ね、その後も3、4回会った。以降アレクセイエフの後継者として、カラー化や人形アニメとの合成など、ピンスクリーン技法をさらに発展させた。

### 仕事に戻る
マインドスケープが称賛されたにもかかわらず、ジャックは再び編集の仕事に戻り、専念した。ジャックには家族がいて、給料をもらい、生計を立てなければならなかった。また、アニメーションの画像編集者としても働いた。「私はその年の間に、多くのことをするのに苦労した」と証言している。

#### 仕事で関わった作品
- コホードマン短編アニメ、「砂の城」（1977年）オスカー賞
- クロリンダワーニーの死後の映画「始まり」（1981年）。アヌシー特別審査員賞
- ミレイユ・ダンセローのドキュメンタリーFamilleetのバリエーション
- ロン・チュニスの「私は思う」一部

1979年
マインドスケープからすでに3年が経ち、ピンスクリーンはクローゼットに保管されていたが、ロン・チュニスの「私は思う」一部を制作するために取り出す。 同じ事を二度とやりたくなかったので、アプローチを一新しなければならないという責任を感じたと言う。 

### 1980年　37歳　セシル・スターと面会
アレクサンドル・アレクセイエフの映画の配給会社であるセシル・スターに会う。彼女は、「スケジュール上の理由で、映画をあまり美術館に配給出来なかった」とジャックに伝えた。
「昔、ニューヨーク近代美術館で「鼻」を見れたのは奇跡のようだった。」

### 1981年　38歳　NFBの常勤取締役
1979年にクロリンダ・ワーニー（ClorindaWarny）が突然亡くなり、その後任としてNFBの常勤取締役として採用される。2004年まで就く。
「NFBは大規模で開かれている機関だったから、映画を監督することができると思ったんだ。ミシェル・ブローのように、他の映画製作者のカメラの後ろに居たり様々なことが可能だと思った。 自分がドキュメンタリーを作っている姿が想像出来たんだ。」

### 1986年　43歳　「ナイトエンジェル闇のまぼろし」
マインドスケープの後、チェコのアニメーター、ブジェチスラフ・ポジャール（Břetislav Pojar）と「ナイトエンジェル闇のまぼろし」を制作した。制作中、共同制作者の国、チェコスロバキアでは社会政治的変化の真っ只中であった。この映画は、デンマークのオーデンセ、ロサンゼルス、リオデジャネイロ国際映画祭のグランプリを含む9つの賞を受賞した。

#### 物語
ある晩、窓の外を見ていると、道路の向こう側の公園にいる女性が現れる。 男は、彼女に会うために急いでしまい、車に轢かれて盲目になってしまう。 盲目の日々の間、彼女についての記憶が彼を悩ませ続ける。 部屋の家具や、壁が生物のように彼に対して陰謀を企てているように見え、慣れ親しんだ環境が迷路になってしまった。しかし、彼女は常に危機の時に現れ、男を安全に導く。 そしてついにある日、目を覆っている包帯が外れ、視力が回復し、夢が実現するのだった。 

#### 制作方法
アレクセイエフとクレア・パーカーによって有名になったピンスクリーンアニメーションと、チェコを代表する人形アニメ監督イジー・トルンカの人形の伝統という、明らかに異なる2つの技法を組み合わせた異例の作品。 人形と、ピンスクリーンアニメーションをコラボレーションさせた技法で、史上初の試みであった。半透明のミラーを使って、一方にピンスクリーン、もう一方にピンスクリーンを撮影して同じサイズに引き延ばした写真を置いている。ピンスクリーンでは前景と背景という区別が無いため、こうして前景と背景を描きわけた。
「NFBは、多くの技術が集まった伝統的な場所なため、私は様々な映画技法を経験できるだろうと予想していた。しかし結局私はピンスクリーンだけを選んだので、予想は外れた。 しかしポジャールと私で共同監督を務めたとき、ポジャールの人形とピンスクリーンが合わさるという、まったく新しい体験をした。 アニメーターと一緒に映画を撮った経験は、私を孤独から解放してくれた。」

### 1994年　「Ex-Child」エクスチャイルド（元子供）
少数人と協力でのアニメーション制作への貢献を除いて、ジャックはエクスチャイルドまで別の映画を制作しなかった。この映画は、（国連の児童の権利条約に触発された）心のアンソロジーシリーズからの権利のために作られ、名前のない戦争で戦うために参加している父と息子の物語を語っている。
ジャックはこの映画は学習体験だったと述べている。「映像の中で、歩く人を描く新しい挑戦だった。他の映画ではあまりリアルなアクションを描かなかった。」（当時51歳。）

#### 物語
田舎で平和に暮らしていた13歳の少年が、父親と共に戦争に参加することになります。少年は銃を持って得意満面ですが、やがて彼は戦場で惨劇を目の当たりにすることになるのでした。 世界中の18歳未満の子供たちの権利を保護するために、1989年に国連が満場一致で採択した「子供の権利条約」。この作品はその条約の精神と内容をテーマとしてNFBで制作された｢ライト・フロム・ザ・ハート・シリーズ｣の中の1作です。第38条（武力紛争における子供の保護）をベースに作られています。

### 1994年　51歳　ガイ・L・コートが死去
かつての隣人、ガイ・L・コートが9月に亡くなる。
「いつの間にか、私はガイと同じNFBに自分が居ることに気づいた。また、ガイがNFBでカナダ映画の重要性を広めるため長年にわたり書いた回想録を読み、ガイの多大な貢献に気づいた。」

「ガイの死後、NFBは混乱した。ガイは仕事を見事にこなしており、描きかけの記憶文書があったためそれを明確にする必要があった。」
ガイ・L・コートの個人的なコレクションであった映画、本、ポスター、新聞などは1969年に販売され始めた。また、1963年に「ガイ・L・コートメディアライブラリー」が設立され映画館シネマテークケベコワーズの資料館となっている。このセンターは「MediathèqueGuy-L.-Coté」と名付けられ、アーティストのワークショップのための場所や図書館として一般公開されている。
また、オンラインでの視聴も可能。http://collections.cinematheque.qc.ca/

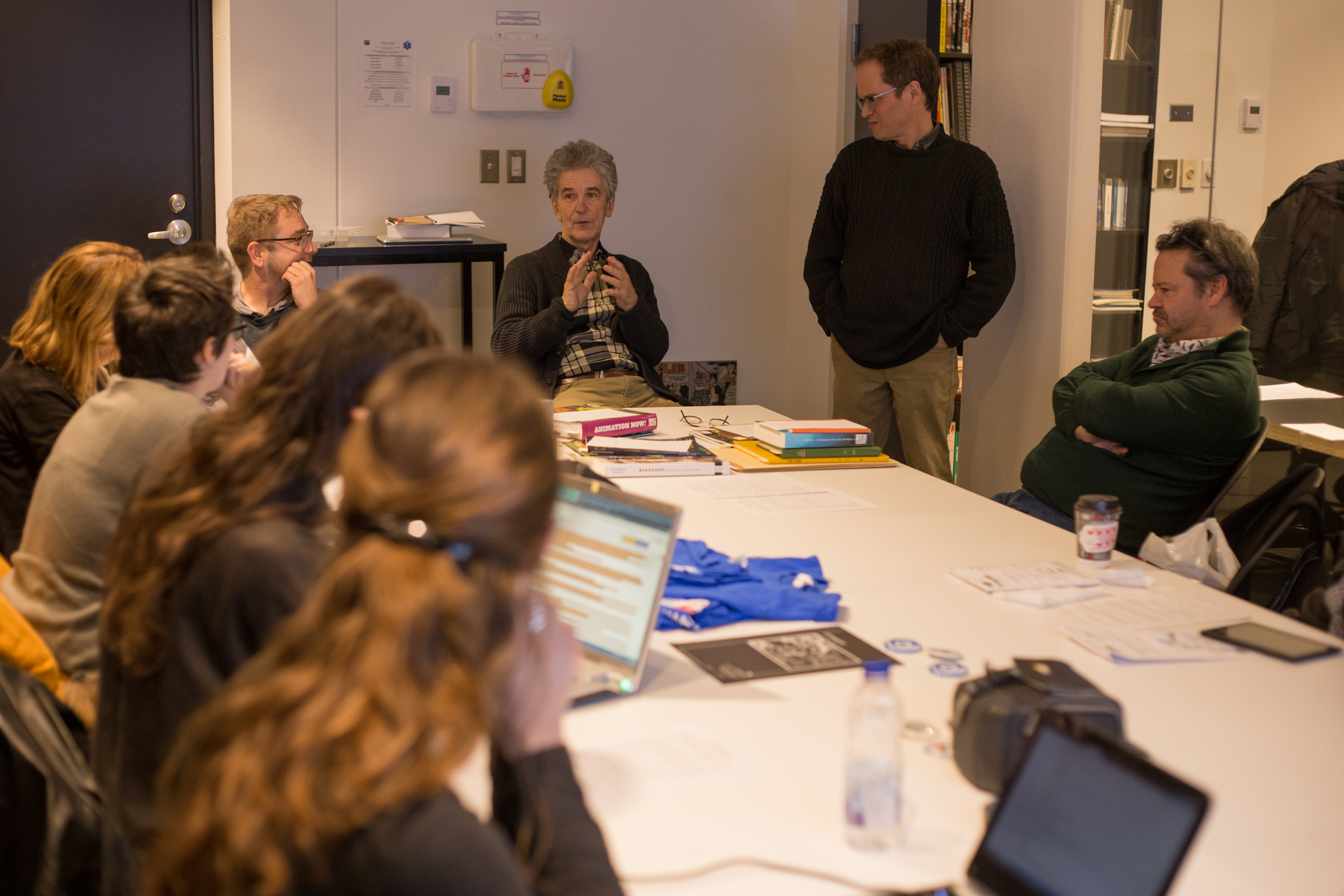
ゲストとして呼ばれたジャック・ドゥルーアン。ガイ・L・コートメディアライブラリーで開催されたケベックのアニメーション映画に関する毎月のワークショップ。

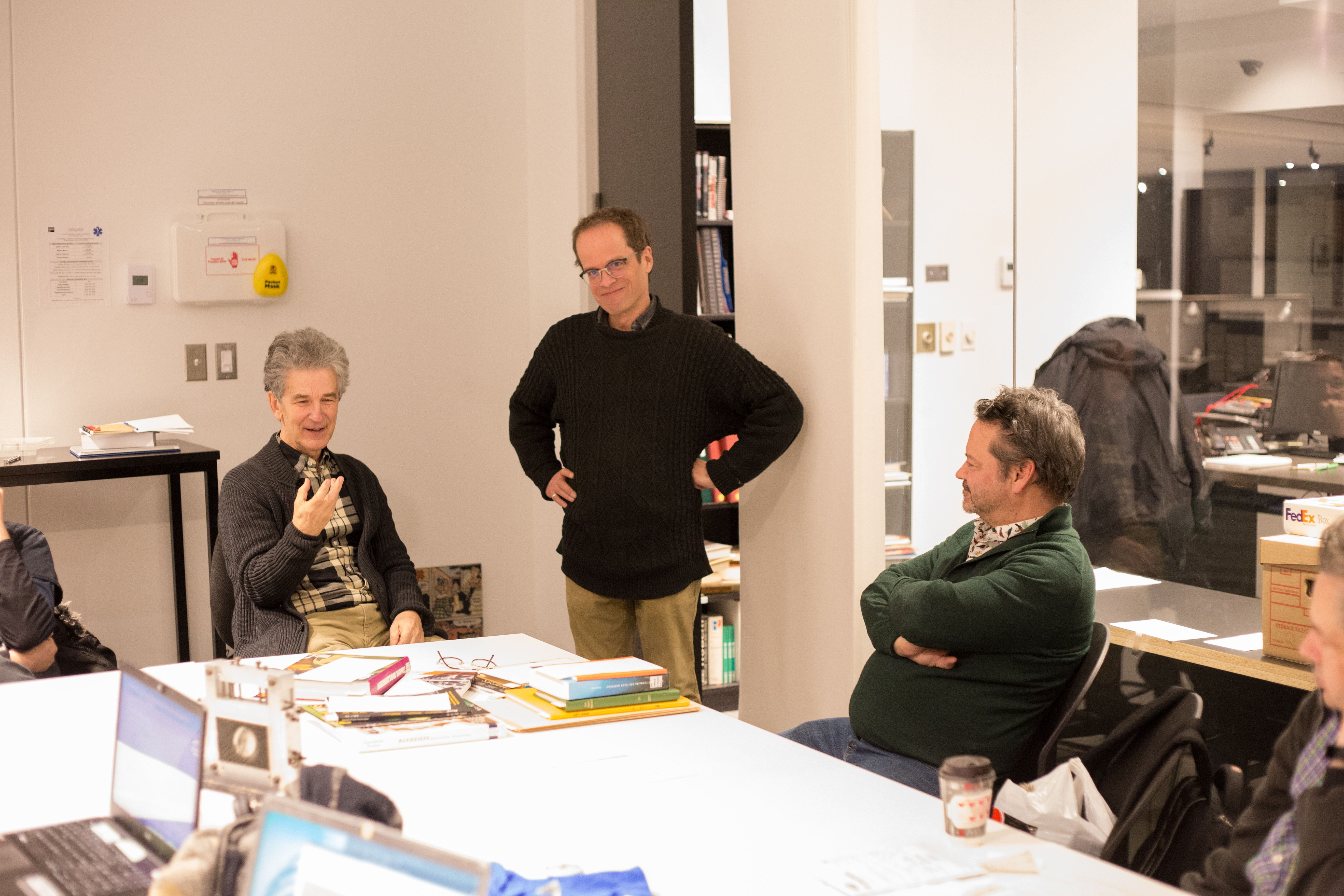
左から：ジャック・ドゥルーアン、マルコ・デ・ブロワ、マルセル・ジャン。場所：[https://www.guylcote.com/cinema/mediatheque/ ガイ・L・コートメディアライブラリー

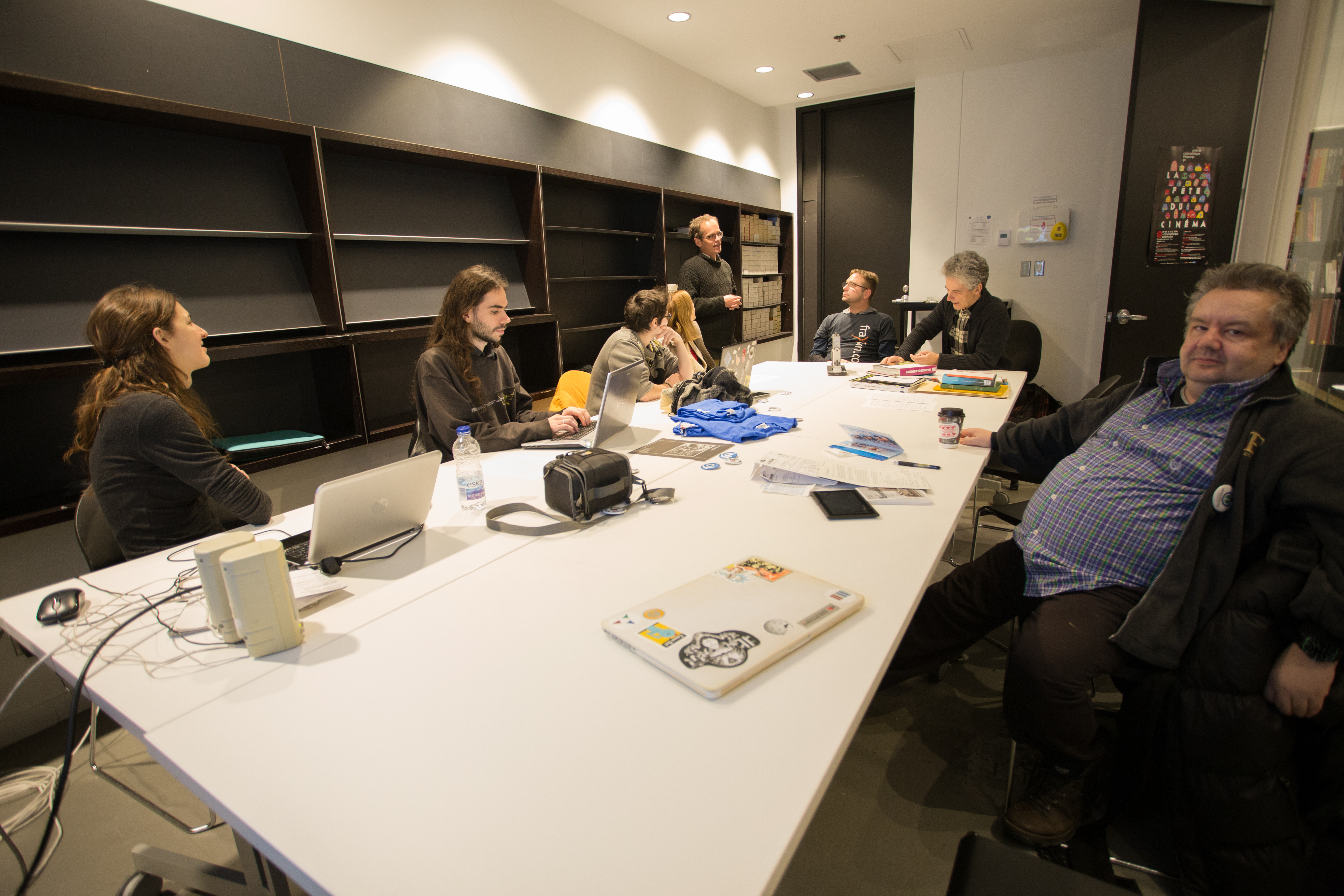
ケベックのアニメーション映画に関する毎月のワークショップ。場所：[https://www.guylcote.com/cinema/mediatheque/ ガイ・L・コートメディアライブラリー

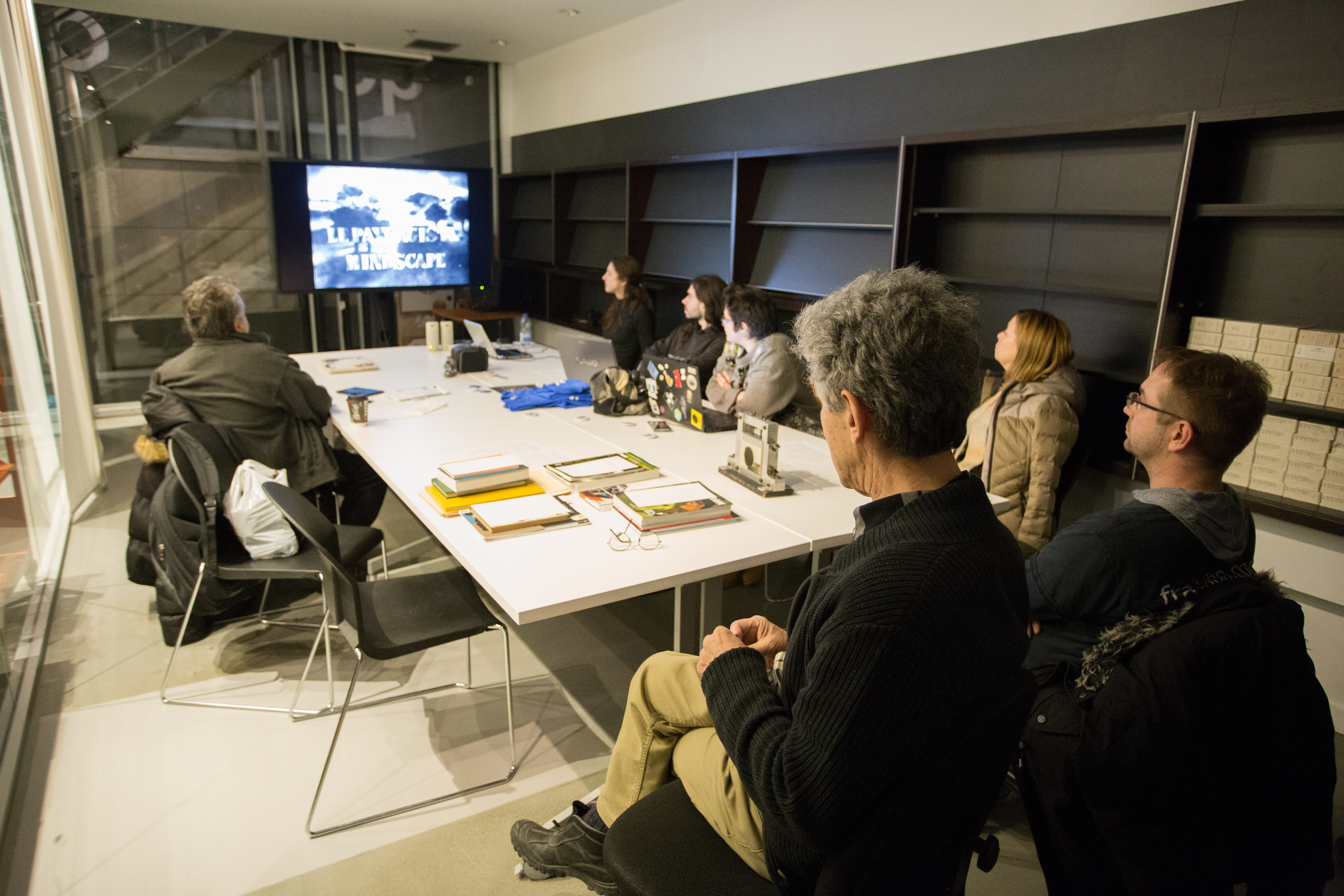
ケベックのアニメーション映画に関する毎月のワークショップ。場所：[https://www.guylcote.com/cinema/mediatheque/ ガイ・L・コートメディアライブラリー

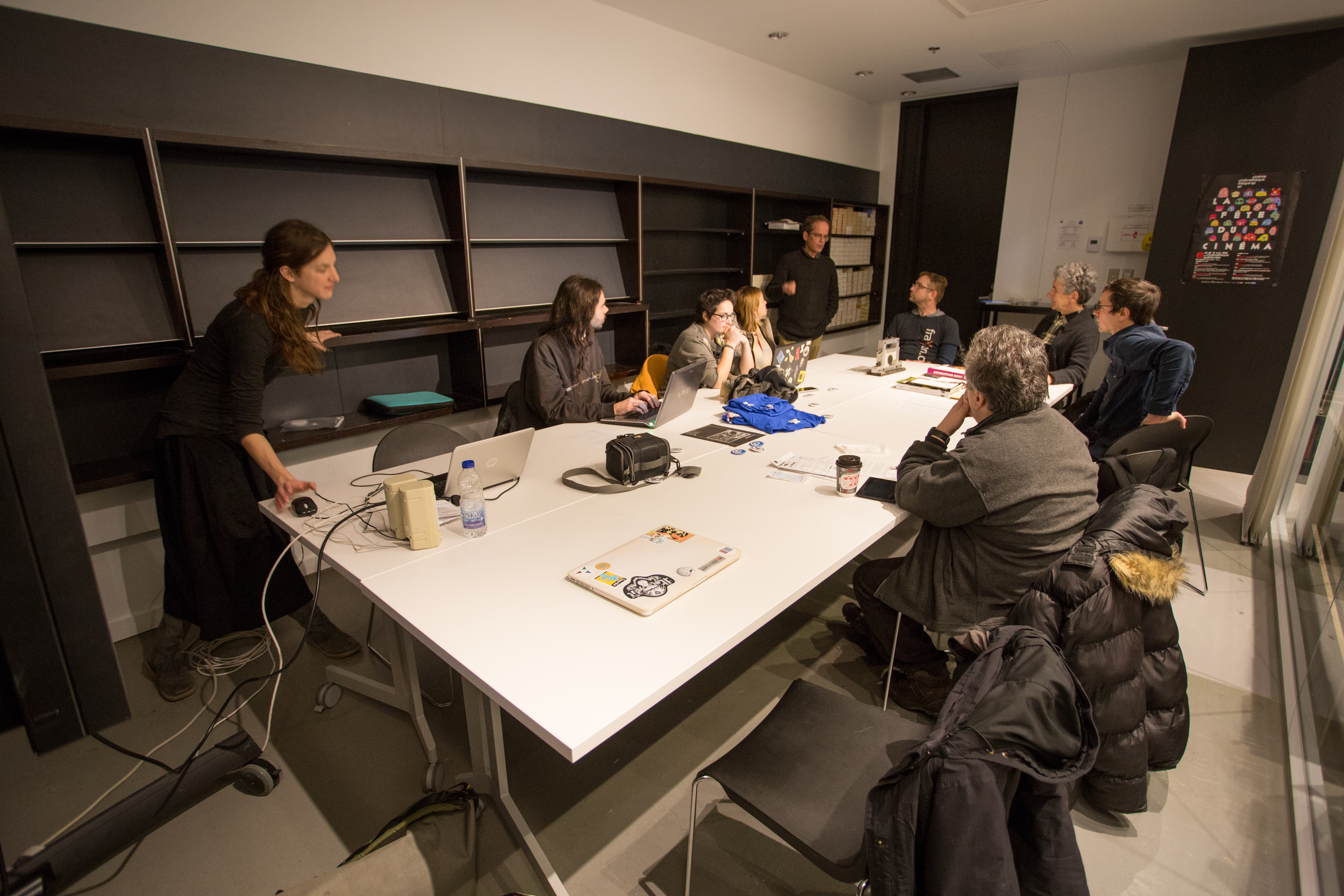
ケベックのアニメーション映画に関する毎月のワークショップ。場所：[https://www.guylcote.com/cinema/mediatheque/ ガイ・L・コートメディアライブラリー

### 2000年　57歳　「アニメージュ」取材
2000年11月号(2000年10月10日発売)インタビュー記事掲載(広島国際アニメーションフェスティバル特集内)よりピンスクリーン技法の解説模式図。取材：権藤俊司、原口正宏。記事構成：権藤俊司。イラスト：道原しょう子。

### 2001年　58歳山村浩二氏と面会
アニメーターの山村浩二氏は2001年10月ジャック・ドゥルーアンに、NFBのスタジオでピンスクリーンを触らせてもらった経験を持つ。また、ジャックに貰った実物のピンスクリーンの針5本を持っている。以下山村浩二氏ブログ（2006/07/0609:56）より抜粋
「私は実際、アレクセイエフのピンスクリーンの唯一の後継者、ジャック・ドゥルーアンに、NFBのスタジオでピンスクリーンを触らせてもらったが、へらや、瓶、櫛などいろいろな凹凸のある物体で押して、レリーフの様にピンを出したり、縮めたりすると、その形の像になる。日本の地方の科学館などでも同じ原理の玩具が設置している所もあるので、自分の手や顔を押し付けて遊んだ事がある人もいるだろう。実物のピンスクリーンは、黒い0.1ミリほどのピアノ線が白いビニールのチューブに入っていて、これを束ねて面にしているので、ピアノ線の両端はなんの加工もなく、顔を押し付けると怪我をしそうだが。

　ドットの集合で画像を作り上げるというピンスクリーンの考え方は、CGの画像がピクセルの集合で作り上げられているのに似ている。ただ、CGは何万色と色が使えるのに、この装置では白黒の画面しか作る事が出来ないので、やや時代の産物の感があるが。（ジャック・ドゥルーアンは、照明にカラーフィルターをつかって、色実をつける工夫をしているが...）ただ現在のCG映画には、脳から直結した画像の生成の快楽がない。しかし今いろんなインターフェースが開発されているので、今後、手で触って画像を作り出していく作品が生まれる事を期待する。（近いものはメディア・アート的な作品で見た事があるが、だいたい中身がなくて、その場限りのお遊びに終わっている。それとも私が知らないだけで、すでにどこかで傑作が生まれているのか？）」

### 2001年　「A Hunting Lesson（狩猟レッスン）」
次の映画、A Hunting Lesson（2001）は、1997年の児童文学総督文学賞にノミネートされたジャック・ゴッドバウト（Jacques Godbout）の著書「ウネ・レソン・ド・シャッセ」に基づく物語である。

内容：少年アントワーヌは、かつて大物猟師だったと噂の謎の隣人に魅了された。アントワーヌは狩猟について学びたがるが、隣人から学んだ真の教訓は、彼が期待していたものとはまったく異なった。
「カラーで撮影して、雰囲気を出さなければならなかったので、新しい挑戦だった。ピンスクリーンも私がやりたい絵のためには小さすぎた。そのため、私は写真を撮る別のセットを作成し、それがピンスクリーン自体の続きであると信じさせる必要がありました。試すのは楽しかったが、時間がかかりすぎた。」
A Hunting Lesson（2001）は、「Animation Show of Shows」に収録されている。

### 2003年連句アニメーション「冬の日」[3]Winter Days
アートアニメの世界で実績のある35名の作家のコラボレーションによる連句アニメーション。｢連句｣とは日本特有の座の文学。複数の歌人が前の人の下の句を受け、自分の句をつなぐことで全く新しい世界を詠み上げ、しりとりのように繋げていく文学形式。最初に詠まれる｢発句｣が独立して｢俳句｣になったといわれている。芭蕉俳諧を確立するきっかけとなったとされる芭蕉七部集｢冬の日｣第一歌仙を、世界屈指のアニメーション作家がアニメーションにするという夢のような企画が実現した。｢発句｣はロシアの天才アニメ詩人ユーリ・ノルシュテインが担当、｢脇｣と最後の｢挙句｣を日本を代表する人形アニメーション作家川本喜八郎が担当することで、36の連句を35名の作家が挑戦している。

### 2004年　「インプリント（Imprints）」
監督の最後の短編であるインプリントは、抽象的である。カメラとピンスクリーンの間の距離を変えて、スクリーンをひっくり返すというアイデアを思いつき、ジャックは、これらの発見を体系的にインプリントに適用した。これは、ピンスクリーンを使用して作成できる画像に革命をもたらした実験的な作業である。
「とても物理的な映画で、厳しい光の中で作業だった。画面を動かしていたので、一日中汗をかいていた。私はそれを回転させるための装置を持っていました。まるで初めて映画を作る気分だった。私は60歳を超えていたので、ようやく体力を失ったと思った。」

### NFBを退職
その後、NFBを退職し、独立した研究と映画製作を追求した。

### 2007年　64歳　ピンスクリーンを復元
パリのフランス映画アーカイブに3つの主要なアレクサンドル・アレクセイエフとクレア・パーカーが作成したピンスクリーンの復元作業の監督を任せられた。これにより、ツールの発明者から受け継がれてきた技術が永続化された。

### 2009年　66歳　DVDリリース
- NFBはDVDボックスセットJacques Drouin – Complete PinscreenWorksをリリース。
- 東京藝大宛にジャック・ドゥルーアンのメッセージイラストが届く。現在もアニメーション専攻のロビーに展示してある。[6]
- 2009年12月にマルコ・デ・ブロワ（Marco de Blois）とアヌシー映画祭の芸術監督、マルセル・ジャン（Marcel Jean）によるジャック・ドゥルーアンへのインタビューが行なわれた。（フランス語）[5]

### 2012年　69歳　フランスにピンスクリーンが買収される
ヨーロッパの芸術家に試してもらうことを目的として、フランス政府機関であるフランス国立映画映像センターによって、世界で唯一の使用可能なピンスクリーンが買収された。
Épinetteと呼ばれるこのデバイスは、ジャックとミシェル・レミューによって次々と復元され、世界のアニメーションコミュニティにかけがえのない遺産を授けた。

### 2014年　71歳　デニス・デジャルダン制作のインタビュー動画が公開
デニス・デジャルダンによってジャックのインタビューが公開される。インタビューは、映画の歴史を作る：61部の肖像画の一部である。
Denys Desjardins - Movie History: Jacques Drouin

### 2021年　78歳　死去
8月28日 、脳卒中によって亡くなる。

## ピンスクリーンアニメーションの継承
NFBの出口に向かう前、ジャックは必ずピンスクリーンに関する知識を話したという。アヌシー映画祭の芸術監督であるマルセル・ジャンは、次のように語っている。「彼はアニメーションを学ぶマスタークラスを設立した。アニメーターであり絵本作家のミシェル・レミューはピンスクリーンアニメーションをそこで学んだ。」ミシェル・レミューは、2012年にピンスクリーン映画「此処と大いなる何処か（Here and the Great Elsewhere）」を完成させた。

下記は「ピンスクリーンアニメーションには、未来はありますか？」と問われたジャックの回答である。
「 現在、世界には2つのピンスクリーンが正常に機能している。 だから私はどんな可能性が広がるのかが待ちきれない。 もはや過去の装置ではなく、未来のものだろう。  ミシェル・レミュー（Michèle Lemieux）が現在NFBで取り組んでいる映画は、まさにデジタル時代のピンスクリーンでの最初の撮影だろう。つまり、「画像のキャプチャ」はフィルムではなく、デジタルカメラでしている。 非常に面白い。 アレクセイエフと私がしなければならなかった記憶を頼る制作方法はもはや存在しない。 ミシェルは、常に参考となる画像を表示して、確認しながら作業が出来る。」
ミシェル・レミューはフランス映画の若い製作者たちを訓練するため、ピンスクリーンのマスタークラスを設立した。そのため今日もピンスクリーンは健在で、これはジャック・ドゥルーアンのおかげである。

ミシェル・レミューの証言
「ジャックは私にたくさんのことを伝えてくれました。まず、ピンスクリーンの後継者であるという特権。彼は、このやや恐ろしい技法に取り組むための自信と、私が私自身になる地を与えてくれました。彼はまた、ピンスクリーンの修理とメンテナンス法を教えてくれました。ピンスクリーンは、発明家たちの辛い過去の渦中にありました。そして、壊れやすい。しかし誰よりもジャックはピンスクリーンアニメーションの素晴らしさを理解しており、守護者の役割を引き継いでいました。そして、私がその管理人兼学芸員になったことを理解しました。私は彼と並んで過ごした日々を、永遠に忘れることはないでしょう。あの瞬間は、私の人生の中で最も貴重で、感動的でした。」

## 証言・追悼文
ジャック・ドゥルーアンの人生を再考することで、アニメーションとその表現力について多くを学ぶことができる。最も重要なのは作品の背後にいる人々の存在である。ジャックは、彼の思いやり、ユーモア、人間性、そして謙虚さで知られる人間であった。多くの人が彼の喪失について深い悲しみを語っている。

### NFB長官ジュリー・ロイの証言
「彼のキャリアを通して、ジャックはこの印象的な映画遺産の装置の遺産を運びました。しかし、彼はまた、NFBの日々の活動や、世界の映画シーンでの幅広いアニメーションファミリーとの模範的な関与でも際立っていました。彼は際限なく博識で、忍耐強く、気配りのある教師であり、温かく思いやりのある同僚でした。しかし何よりも、並外れた人間性のある人でした。」
山村浩二氏Twitterより　@Koji_Yamamura　午前0:37 · 2010年12月5日
「昨日ジュリー・ロイさんプロデュースの作家３名の部屋を訪問。２年まえから見ていたミシェル・レミューさんのピンスクリーンが８分ほど出来ている。すごく魅力的。絵コンテは存在しない。すべてが偶発的にピンスクリーンから創作を誘惑されている。偶然の積み重ねで光と闇が面になっていく。」

### クロード・ジョリ＝クール
第16回政府映画委員、NFB委員会の会長クロード・ジョリ＝クールの証言。
「ジャック・ドゥルーアンはNFBの主要人物であり、並外れたキャリアを持っていた。30年間、彼はピンスクリーン技術を使用した、世界で唯一のアニメーターだった。卓越した映画製作者であった彼は寛大な人で、若い映画製作者や同僚と知識を共有していた。彼は忘れられない作品を作成しただけでなく、ピンスクリーンを使用して作品を作成し続けることが出来るように心がけていた。これは彼の寛大な遺産の1つである。」

### ハリファックス　ヘザー・ハーキンスの証言
「仕事仲間からあんなに親切にしてもらったのは初めてだった。仕事場に慣れなかった私のために、ジャックは食堂に私だけのためのスペースを作ってくれた。彼は暖かく、友好的な人だった。また、芸術家に無関心であった幹部の人々に対しても、明るく創造性を伝えていた。」

## 日本との関わり

### 雑誌取材
「アニメージュ」2000年11月号(2000年10月10日発売)にて、インタビュー記事掲載。(広島国際アニメーションフェスティバル特集内)よりピンスクリーン技法の解説模式図。取材：権藤俊司、原口正宏。記事構成：権藤俊司。イラスト：道原しょう子。
東京藝大
2009年東京藝大宛にジャック・ドゥルーアンのメッセージイラストが届く。現在もアニメーション専攻のロビーに展示してある。

### 山村浩二
アニメーターの山村浩二氏は2001年10月ジャック・ドゥルーアンに、NFBのスタジオでピンスクリーンを触れた経験を持つ。また、ジャックに貰った実物のピンスクリーンの針5本を持っている。

## 作品
| 西暦年 | タイトル名                                      | 英名                                     | フランス名                                        | その他 |
| ------ | ----------------------------------------------- | ---------------------------------------- | ------------------------------------------------- | --- |
| 1974   | アレクセイエフのピンスクリーンに関する3つの演習 | Three Exercises on Alexeieff's Pinscreen | Trois exercices sur l'écran d'épingles d'Alexeief | NFBにインターンシップ中に作成 |
| 1976   | マインドスケープ                                | Mindscape                                | Le paysagiste                                     | ある画家が絵の中に足を踏み入れ自身の心象風景に出会っていく物語。 ピンスクリーンアニメーションの代表作。                             |
| 1986   | ナイトエンジェル闇のまぼろし                    | Nightangel                               | fr: L'Heure des anges, cz: Romance z temnot       | ブジェチスラフ・ポヤルBretislav Pojarとのコラボレーション。セリフなし、１８分                                                       |
| 1988   | 2つの雲の間の太陽                               |                                          | Un soleil entre deux nuages                       | アニメーターとして参加。 |
| 1990   | ナタールとアザラシ猟                            | Nathaël and the Seal Hunt                | Nathaël et la chasse aux phoques                  | |
| 1991   | 黙示録の4人の騎手                               | The Four Horsemen of the Apocalypse      | Les Quatre cavaliers de l'apocalypse              | アニメーターとして参加。 |
| 1993   | MTVプッシュピン                                 | MTV Push Pins                            |                                                   | |
| 1994   | エクスチャイルド（元子供）                      | Ex-Child                                 | Ex-enfant                                         | |
| 1996   |                                                 | My Life Is a River                       | Une vie comme rivière                             | アニメーターとして参加。 |
| 2001   | 狩猟レッスン                                    | A Hunting Lesson                         | Une leçon de chasse                               | 1997年の児童文学総督文学賞にノミネートされたジャック・ゴッドバウトJacques Godboutの著書「ウネ・レソン・ド・シャッセ」に基づく物語。 |
| 2003   | 連句アニメーション「冬の日」                    | Winter Days                              |                                                   | |
| 2004   | インプリント                                    | Imprints                                 | Empreintes                                        | |

## 賞
- 1976-オタワ国際アニメーションフェスティバルマインドスケープ特別審査員賞

## ジャック・ドゥルーアンが影響を受けた人物
ガイ・L・コート

アルバート・ドゥモシェル（Albert Dumouchel）
モントリオール美術学校での彫刻の先生。木版画としてのアレクサンドル・アレクセイエフを知っていたため、ジャックはアルバートのおかげでアレクセイエフがピンスクリーンで実現したかった「彫刻のようなアニメーション」というアイデアを早く理解できた。
アレクサンドル・アレクセイエフ

クレア・パーカー

## 関連人物
ブジェチスラフ・ポジャール（Břetislav Pojar）
マインドスケープの制作後、初の試みであった人形と、ピンスクリーンアニメーションを組み合わせた「ナイトエンジェル闇のまぼろし」をチェコのアニメーター、ブジェチスラフ・ポジャール（Břetislav Pojar）と制作した。制作中、チェコスロバキアは社会政治的変化の真っ只中であった。物語は盲人と彼の守護天使についてである。
ロジャー・コーマン

ノーマン・マクラレン

マルセル・ジャン（Marcel Jean）
アヌシー映画祭の芸術監督。2009年12月にマルコ・デ・ブロワ（Marco de Blois）とマルセル・ジャン（Marcel Jean）によるジャック・ドゥルーアンへのインタビューを行なっている。（フランス語）
マルコ・デ・ブロワ（Marco de Blois）

ドン・マクウィリアムス
NFBの映画製作者。ジャック・ドゥルーアン追悼文より「彼は若者のように人間を探求し、アニメーション映画の芸術を進歩させた。鉄の意志を持った真の紳士だった。」
ヘレン・タンガイ
元NFBの同僚。ジャック・ドゥルーアン追悼文より「彼は永遠の存在だと思っていた。」
クロード・ジョリ＝クール(Claude Joli-Coeur)
第16回政府映画委員であり、カナダ国立映画委員会の会長。暫定政府映画委員を務めた後、2014年11月27日に任命された。ジョリークールは、芸能法および国際共同制作の経歴を持つ訓練を受けた弁護士で、2003年にNFBに入社し、2007年に副委員になった。
原口正宏

権藤俊司

## ジャック・ドゥルーアンが影響を与えた人物
- ミシェル・レミュー
- 山村浩二
- 矢野ほなみ